# MedLike
MedLike je webový portál, který zajišťuje přístup ke spolehlivým informacím o zdraví, nemocech, diagnostických a terapeutických metodách pro širokou veřejnost. Producentem portálu je Národní lékařská knihovna. Hlavním cílem portálu MedLike je podpora zdravotní gramotnosti, usnadnění rozhodování v oblasti zdravotní péče, prevence nemoci a podpory zdraví.

## Obecné shrnutí
Portál obsahuje odkazy na kvalitní informační zdroje o vybraných zdravotních tématech, která jsou vnímána jako důležitá z hlediska nemocnosti a celkové úmrtnosti v České republice.
Jednotlivá témata obsahují odkazy na různé typy dokumentů: kniha, článek, klinická studie, webová stránka, audio, video. Tyto dokumenty jsou vybírány s přihlédnutím k metodice hodnocení kvality zdrojů, kterou pro tento účel vytvořila Národní lékařská knihovna. Vybrané dokumenty jsou v českém jazyce a zároveň volně dostupné v online podobě s výjimkou knih, které je však možné vypůjčit si prostřednictvím jakékoliv knihovny (mezi knihovnami existuje tzv. Meziknihovní výpůjční služba). Na portále tak lze nalézt informace například k tématům jako: Diabetes, Těhotenství, Anorexie a bulimie, Ušní záněty, Ischemická choroba srdeční atd.
Jednotlivá témata jsou řazena do předem zvolených kategorií, které umožňují snadnější vyhledání potřebných informací (např. Trávicí systém, Infekční nemoci, Duševní poruchy a poruchy chování, Krev, srdce a krevní oběh). Některé kategorie obsahují podkategorie pojmenované po tělesných orgánech (např. Slinivka, Srdce, Ledviny).
Součástí portálu je také možnost vyhledávat libovolné informace na vybraných důvěryhodných webech. Tato funkce je zprostředkována díky platformě Google Custom Search Engine. Prohledávány jsou zejména webové stránky odborných lékařských společností a pacientských organizací.

## Historie vzniku
První úvahy o novém portálu se v Národní lékařské knihovně objevily již v roce 2014 v souvislosti s vyhlášením třetího víceletého programu činnosti EU v oblasti zdraví na období 2014–2020. Samotná tvorba portálu byla zahájena koncem roku 2016.

## Metodika pro výběr zdrojů
Metodika posuzování kvality informačních zdrojů pro portál MedLike byla vytvořena s přihlédnutím k již existujícím metodikám a na základě odborných knihovnických zkušeností z praxe. Národní lékařská knihovna se pak při výběru většiny typů dokumentů (mimo knih) řídí 8 kritérii:
- Autorství – ověřuje se, zda je autor odborník v daném oboru, např. podle jeho působení ve zdravotnickém zařízení či podle databáze autorit Národní lékařské knihovny, a také zda dokumenty prošly recenzním posouzením jinými odborníky.
- Vlastnictví – posuzuje se, zda je uveden vlastník nebo vydavatel stránek, zda se jedná o instituci státní správy, vzdělávací organizaci nebo odbornou společnost, což je jednou ze záruk důvěryhodnosti.
- Aktuálnost – sleduje se, zda je uvedeno datum vytvoření a aktualizace, zda lze nalézt odkazy na původní zdroje, zda jsou v odkazech i odborné zdroje a zda jsou odkázané informace stále platné.
- Ochrana osobních údajů – v případě, že webová stránka vyžaduje poskytnutí informací, zkoumá se, zda je to opodstatněné a jestli jsou poskytnuty informace o způsobech nakládání s osobními údaji.
- Komplementarita informací – zkoumá se, za jakým účelem byla webová stránka založena, zda z obsahu vyplývá, komu je určena (vztah zdravotník – pacient).
- Transparentnost – zkoumá se, jak je webová stránka financována nebo sponzorována, zda jsou reklamní sdělení jasně oddělena od vlastního obsahu a zda není poskytování informací spojeno s prodejem zboží.
- Uživatelská přívětivost – posuzuje se, zda je navigace na stránce snadná, zda jsou informace psány srozumitelně a bez chyb.[4]

U knih se kromě autora hodnotí i nakladatel, u překladů i odborná úroveň překladu. Kromě knih psaných odborníky, jsou mezi doporučené zdroje zařazovány i autobiografie (zejména u psychických poruch a chronických onemocnění).